# De Friese Meren

Topografische gemeentekaart van gemeente De Friese Meren, september 2023

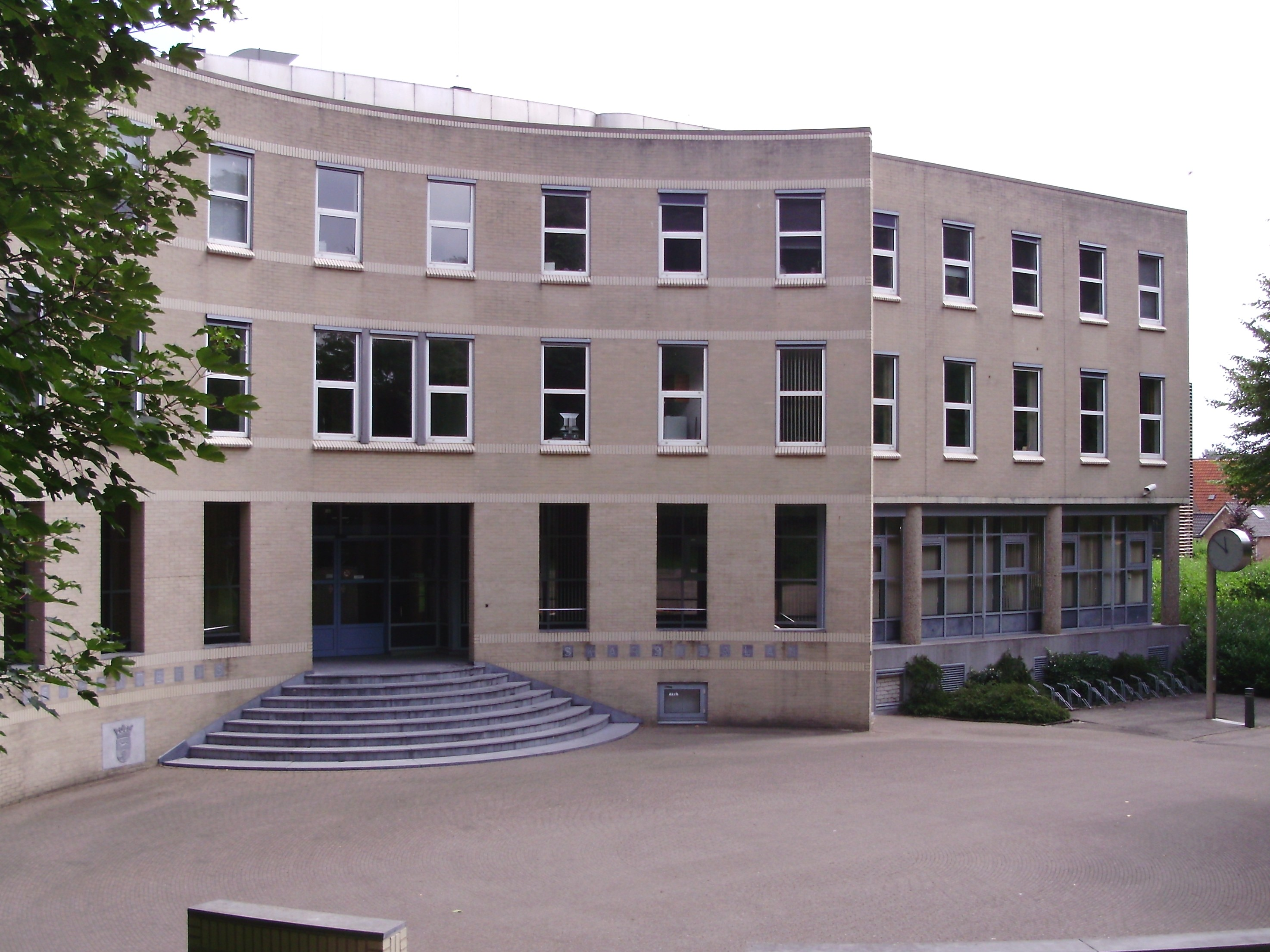
Hoofdingang gemeentehuis van De Friese Meren te Joure

De Friese Meren (Fries en officieel: De Fryske Marren) is een gemeente in de Nederlandse provincie Friesland. Het gemeentehuis staat in Joure.

## Ontstaansgeschiedenis
De gemeente is een fusie tussen Gaasterland-Sloten, Lemsterland, Skarsterlân en een gedeelte van Boornsterhem rond Terhorne. De gemeente telt ongeveer 51.929 inwoners, met het stadje Sloten en de grootste plaatsen Balk, Joure en Lemmer. Het wetgevingstraject liep vanaf medio 2011. In het najaar van 2012 is een wetsvoorstel ingediend (kamerstuk 33496 2012-2013). In 2013 is het voorstel door zowel Tweede als Eerste Kamer aangenomen.

## Naam
De naam verwijst naar het Friese merengebied. De gemeente droeg vanaf de instelling op 1 januari 2014 officieel de naam De Friese Meren. De gemeenteraad heeft echter altijd de bevoegdheid om de naam van de gemeente te wijzigen. Gelijktijdig met de raadsverkiezingen werd een consultatie georganiseerd. Bewoners mochten zelf voorstellen indienen voor de gemeentenaam. Hierin koos 42,4% voor De Friese Meren, 41,6% voor de Friestalige variant (De Fryske Marren). Voorts werden er ook veel andere namen voorgesteld zoals 'Marrelân' (2,9%) en 'Sudergoa' (1,8%).
In het coalitieakkoord dat in november 2013 tussen FNP en CDA werd afgesloten, is echter opgenomen toch voor De Fryske Marren te kiezen, dus in weerwil van het resultaat van de peiling. De Friese regionalistische partij FNP werd bij de gemeenteraadsverkiezingen van 2013 de grootste en maakte van een Friese naam een breekpunt in de coalitieonderhandelingen. Coalitiepartner CDA stemde bij deze onderhandelingen in met een toekomstige naamswijziging naar de Friese variant.
FNP verdedigt haar keuze met de stelling dat, als rekening wordt gehouden met eigen voorstellen van de bevolking in de namenpeiling, '53% voor een Friese naam gekozen had' en in het programma duidelijk aangegeven stond dat de partij voor een Friese naam was. Op 23 april 2014 nam de nieuwe raad met negentien stemmen voor en twaalf tegen het besluit dat de naam met ingang van 1 juli 2015 gewijzigd zou worden.

## Plaatsen
Bij de herindeling van de gemeente Boornsterhem werd Terhorne toegedeeld aan De Friese Meren. De plaatsen Haskerdijken en Nieuwebrug (beide Skarsterlân) zijn toegedeeld aan de gemeente Heerenveen. De gemeente De Friese Meren telt 51 officiële plaatsen (kernen). Sloten is de enige historische stad binnen de gemeentegrenzen.

### Steden en dorpen
- Akmarijp
- Bakhuizen
- Balk
- Bantega
- Boornzwaag
- Broek
- Delfstrahuizen
- Dijken
- Doniaga
- Echten
- Echtenerbrug
- Eesterga
- Elahuizen
- Follega
- Goingarijp
- Harich
- Haskerhorne
- Idskenhuizen
- Joure
- Kolderwolde
- Langweer
- Legemeer
- Lemmer
- Mirns
- Nijehaske
- Nijemirdum
- Oldeouwer
- Oosterzee
- Oudega
- Oudehaske
- Oudemirdum
- Ouwster-Nijega
- Ouwsterhaule
- Rijs
- Rohel
- Rotstergaast
- Rotsterhaule
- Rottum
- Ruigahuizen
- Scharsterbrug
- Sint Nicolaasga
- Sintjohannesga
- Sloten
- Snikzwaag
- Sondel
- Terhorne
- Terkaple
- Teroele
- Tjerkgaast
- Vegelinsoord
- Wijckel

### Buurtschappen
Naast de officiële plaatsen bevinden zich in de gemeente de volgende buurtschappen:
- Ballingbuur
- Bargebek
- Boornzwaag over de Wielen
- Brekkenpolder
- Commissiepolle
- Delburen
- De Bels
- De Polle
- De Rijlst
- Finkeburen
- Heide
- Hooibergen
- Huisterheide
- Nieuw Amerika
- Noed
- Onland
- Schoterzijl
- Schouw
- Spannenburg
- Tacozijl
- Trophorne
- Vierhuis
- Vinkeburen
- Vrisburen
- Westend
- Westerend-Harich
- Zevenbuurt

## Bestuur en politiek
De Friese Meren is de enige gemeente in Nederland waar de NCPN nog in de raad vertegenwoordigd is. 

### Zetelverdeling gemeenteraad
| Gemeenteraadszetels           | Gemeenteraadszetels | Gemeenteraadszetels | Gemeenteraadszetels |
| Partij                        | 2013                | 2018                | 2022                |
| ----------------------------- | ------------------- | ------------------- | ------------------- |
| FNP                           | 9                   | 7                   | 7                   |
| CDA                           | 8                   | 8                   | 6                   |
| VVD                           | 3                   | 4                   | 4                   |
| Kleurrijk Fryske Marren       | -                   | -                   | 3                   |
| PvdA                          | 4                   | 4                   | 3                   |
| GroenLinks                    | 1                   | 2                   | 2                   |
| Burgerpartij De Fryske Marren | -                   | 1                   | 2                   |
| NCPN                          | 1                   | 2                   | 1                   |
| D66                           | 2                   | 2                   | 1                   |
| ChristenUnie                  | 2                   | 1                   | 1                   |
| FvD                           | -                   | -                   | 1                   |
| Totaal                        | 31                  | 31                  | 31                  |
| Opkomst                       | 52,01%              |                     |                     |

## Landschap
Een groot deel van de gemeente De Friese Meren ligt binnen het gebied van het Nationaal Landschap Zuidwest Friesland.

### Wateren
In de provincie Friesland zijn in veel gemeenten, waaronder de gemeente De Friese Meren, de Friese namen van de oppervlaktewateren de officiële namen. Een grote uitzondering is het IJsselmeer. De Nederlandse waternamen zijn afkomstig van de Topografische Dienst van Kadaster Geo-Informatie.

### Meren en poelen
In de gemeente bevinden zich de volgende meren en poelen:
| Nederlandse naam     | Officiële naam              |
| -------------------- | --------------------------- |
| Annewiel             | Annewiel                    |
| Bokkewiel            | Bokkewiel                   |
| Brandemeer           | Brandemar                   |
| Brijpot              | Brijpot                     |
| De Brekken           | De Brekken                  |
| De Dollen            | De Dollen                   |
| De Holken            | De Holken                   |
| De Poel              | De Poel                     |
| De Wiel              | De Wiel                     |
| Fluessen             | De Fluezen                  |
| Goëngarijpsterpoelen | Goaiïngarypster Puollen     |
| Gossepalen           | Gossepeallen                |
| Gravepoeltje         | Gravepuoltsje               |
| Groote Brekken       | Grutte Brekken              |
| Haklandshop          | Haklânshop                  |
| Haskerwijd           | Hasker Wiid                 |
| Heerengat            | Hearregat                   |
| Het Wijd             | Et Wiede (Fries: It Wiid)   |
| Het Zwin             | It Swin                     |
| Idskenhuistermeer    | Jiskenhúster Mar            |
| IJsselmeer           | IJsselmeer (Fries: Iselmar) |
| Jentjemeer           | Jentsjemar                  |
| Kleine Wijd          | Lytse Wiid                  |
| Koevordermeer        | De Kûfurd                   |
| Koude Maag           | Kâlde Mage                  |
| Kruiswater           | Krúswetter                  |

| Nederlandse naam     | Officiële naam       |
| -------------------- | -------------------- |
| Langstaartenpoel     | Langsturtepoel       |
| Langweerderwielen    | Langwarder Wielen    |
| Lutke Kruis          | Lytse Krús           |
| Nannewijd            | Nannewiid            |
| Oorden               | De Oarden            |
| Oudeweg              | Alde Wei             |
| Oudhof               | Aldhôf               |
| Oud-Karre            | Aldkarre             |
| Ravenskolk           | Ravenskolk           |
| Scharrewiel          | Skarrewiel           |
| Slotermeer           | Sleattemer Mar       |
| Sneekermeer          | Snitser Mar          |
| Sondelerleien        | Sondeler Leien       |
| Terhornstermeer      | De Hoarne            |
| Terhornsterpoelen    | Terhernster Puollen  |
| Terkaplesterpoelen   | Terkaplester Puollen |
| Tjeukemeer           | Tsjûkemar            |
| Uilesprong           | Ulesprong            |
| Wiede Rien           | Wide Rien            |
| Wijckelerhop         | Wikeler Hop          |
| Wyldemerk            | Wyldemerk            |
| Zandpoel             | Sânpoel              |
| Zand- of Binnenwater | Sânwetter            |
| Zwettepoel           | Swettepoel           |
| Zoutepoel            | Sâltpoel             |

De Fluessen, Goëngarijpsterpoelen, Groote Brekken, De Holken, Koevordermeer, Langweerderwielen, Oudhof, Slotermeer, Sneekermeer en Tjeukemeer maken deel uit van de Friese meren.

### Kanalen en sloten
Diverse kanalen, sloten en watergangen in de gemeente zijn:
- Akkrumerrak (Akkrumer Rak)
- Bakhuizervaart (Bakhúster Feart)
- Bandsloot (Bânsleat)
- Broeresloot of Vierhuistervaart (Broeresleat of Fjouwerhúster Feart)
- Deel (It Deel)
- Dijksloot (Dyksleat)
- Ee (De Ie)
- Engelenvaart (Engelenfeart)
- Fammensrakken
- Follegasloot (Follegeasleat)
- Geeuw (De Geau)
- Gieterse Vaart (Giterske Feart)
- Heeresloot (Hearresleat)
- Janesloot (Jaansleat)
- Joustervaart (Jouster Feartsje)
- Klijnsmavaart (Klynsmafeart)
- Kooisloot (Koaisleat)
- Kuinder of Tjonger (De Tsjonger of De Kuunder)
- Langweerdervaart (Langwarder Feart)
- Lemsterrijn (Lemster Rien)
- Lemstervaart
- Luts (De Luts)
- Middenvaart (Middenfeart)
- Monnikerak (Mûntsjerak)
- Nieuwe Heerenveense Kanaal (Hearrenfeanster Kanaal)
- Noorder Oudeweg (Noarder Alde Wei)
- Oosterbuitengracht (Easterbûtengrêft)
- Otterwegvaart (Otterweifeart)
- Pier Christiaansloot (Pier Christiaanssleat)
- Prinses Margrietkanaal
- Rijntjegracht
- Rijstervaart (Ryster Feart)
- Rintjegracht (Rintsjegrêft)
- Scharster- of Nieuwe Rijn (Skarster Rien)
- Scheensloot of Noordbroekstervaart (Noardbroekster Feart)
- Schipsloot (Skipsleat)
- Slotergat (Sleattemer Gat)
- Sminkevaart (Sminkefeart')
- Spookhoekstervaart (Spoekhoekster Feart)
- Stroomkanaal (Streamkanaal)
- Vaart van Sint Nicolaasga (Sint-Nykster Feart)
- Van Swinderenvaart (Van Swinderenfeart)
- Veenscheiding (Feanskieding)
- Witakkersvaart (Wytikkersfeart)
- Worstsloot
- Woudsloot (Wâldsleat)
- Zandvaart (Sânfeart)
- Zijlroede (Joure) (Jouster Sylroede)
- Zijlroede (Lemmer) (Sylroede)

## Aangrenzende gemeenten
| Aangrenzende gemeenten      | Aangrenzende gemeenten | Aangrenzende gemeenten | Aangrenzende gemeenten | Aangrenzende gemeenten |
| --------------------------- | ---------------------- | ---------------------- | ---------------------- | ---------------------- |
| Súdwest-Fryslân             |                        | Leeuwarden             |                        | Heerenveen             |
|                             |                        |                        |                        |                        |
|                             | Weststellingwerf       |                        |                        |                        |
|                             |                        |                        |                        |                        |
| Enkhuizen (NH) (IJsselmeer) |                        | Noordoostpolder (Fl)   |                        | Steenwijkerland (O)    |

## Cultuur

### Monumenten
In de gemeente zijn er een aantal rijksmonumenten, gemeentelijke monumenten en oorlogsmonumenten, zie:
- Lijst van rijksmonumenten in De Friese Meren
- Lijst van gemeentelijke monumenten in De Friese Meren
- Lijst van oorlogsmonumenten in De Friese Meren

## Bezienswaardigheden
- Het Ir. D.F. Woudagemaal in Lemmer staat op de lijst van werelderfgoed van UNESCO.
- Rijksmonumenten top 3: Sloten (50 monumenten), Balk (33 monumenten) en Lemmer (29 monumenten).
- Rijsterbos bij Rijs te Gaasterland.
- Lemstersluis te Lemmer.

### Kunst in de openbare ruimte
In de gemeente zijn diverse beelden, sculpturen en objecten geplaatst in de openbare ruimte, zie:
- Lijst van beelden in De Friese Meren